# Doina Bumbea
Doina Bumbea (* 25. Januar 1950 in Bukarest; † möglicherweise im Januar 1997 in Nordkorea) war eine rumänische Künstlerin, die im Alter von 28 Jahren in Italien verschwand. Es gibt Hinweise darauf, dass sie nach Nordkorea entführt und dort mit einem US-amerikanischen Deserteur zwangsweise verheiratet wurde.

## Leben
Bumbea wurde 1950 in Bukarest geboren. Ihr Vater war Beamter, ihre Mutter war Hausfrau und stammte einer Quelle zufolge aus Russland.
1971 heiratete Doine Bumbea einen Italiener und lebte zunächst mit ihm in seiner Heimatstadt Bologna. Nach einem Jahr wurde die Ehe geschieden. Bumbea zog daraufhin nach Rom, wo sie ein Kunststudium absolvierte und als Bildhauerin arbeitete. In Rom führte sie ein unstetes Leben mit wechselnden Partnerschaften. Im Oktober 1978 wurde Bumbea nach Angaben ihrer Eltern von einem Italiener, dessen Identität nach wie vor ungeklärt ist, eingeladen, ihre Werke in Japan oder Hongkong öffentlich auszustellen. Bumbea wollte der Einladung folgen. Seitdem ist sie verschollen. Mehrere Zeitzeugen berichteten unabhängig voneinander, ein Unbekannter habe sie in den folgenden Wochen über den plötzlichen Tod Bumbeas unterrichtet: Sie sei bei einem Autounfall ums Leben gekommen.

## Mögliche Entführung nach Nordkorea
28 Jahre nach Bumbeas Verschwinden kamen Vermutungen über ihre Entführung nach Nordkorea auf. Auslöser waren einerseits der britische Dokumentarfilm Crossing The Line aus dem Jahr 2006, der die Lebensgeschichte des amerikanischen Soldaten James Joseph Dresnok nachzeichnete, und andererseits die zwei Jahre später erschienene Autobiografie von Charles Robert Jenkins. Dresnok und Jenkins waren 1962 bzw. 1965 über die Demilitarisierte Zone nach Nordkorea übergelaufen und lebten jeweils mehrere Jahrzehnte in dem Land.
Dresnok erklärte in dem Film, dass er ab 1980 mit „einer mysteriösen Rumänin (verheiratet war), die sich stets weigerte, über ihre Vergangenheit zu sprechen“. Ihren Namen gab Dresnok nie bekannt. Charles Richard Jenkins, der nahezu zwei Jahrzehnte lang mit Dresnok und dessen Ehefrau in Pjöngjang zusammenlebte, nennt sie in seiner Autobiografie „Dona“.  Jenkins führt darin aus, dass „Dona“ eine rumänische Künstlerin gewesen sei, die in den 1970er-Jahren in Italien gelebt habe. Sie sei von einem nordkoreanischen Agenten unter falschen Versprechungen nach Ostasien gelockt und auf der Reise bei einem Zwischenstopp in Pjöngjang in Nordkorea festgehalten worden. Diese Erkenntnisse habe er in Gesprächen mit „Dona“ gewonnen.
Nach Angaben von Charles Robert Jenkins war Bumbea Teil eines Programms, mit dem das nordkoreanische Regime Überläufer mit Ehefrauen versorgen wollte, um einerseits Mischehen zwischen diesen und Koreanerinnen zu verhindern und andererseits Kinder entstehen zu lassen, die leichter als Agenten einsetzbar waren. Insgesamt sollen bis zu zwei Dutzend Staatsangehörige aus Japan, Thailand, Malaysia, Singapur, Macao, dem Libanon, Jordanien, Frankreich, Italien und den Niederlanden neben der Rumänin Doina Bumbea entführt worden sein.
Dresnok hatte mit seiner Ehefrau zwei Kinder: Ted Ricardo (* 1981) und James Gabriel (* 1983), die wie Dresnok selbst auch 2016 noch in Nordkorea lebten. Dresnoks Ehefrau starb im Januar 1997 in Pjöngjang an Lungenkrebs, Dresnok selbst starb 2016.
Die Vermutung, dass es sich bei der (ersten) Ehefrau Dresnoks um Doina Bumbea handelt, stützt sich auf die Ähnlichkeit der Vornamen beider Personen und die übereinstimmende Nationalität, die auch von Dresnok eingeräumt wurde. Bumbeas Familie will darüber hinaus eine erhebliche äußerliche Ähnlichkeit von Dresnoks zweitem Sohn James Gabriel mit Bumbea erkennen. Ein weiteres Indiz wird in dem Umstand gesehen, dass Dresnoks zweiter Sohn mit (zweitem) Vornamen Gabriel heißt; diesen Namen trägt auch Doina Bumbeas älterer Bruder. Anders als im Falle diverser Japaner, deren Entführung das nordkoreanische Regime im Jahr 2002 öffentlich zugegeben hat, gibt es zu Doina Bumbea keine offizielle Erklärung Nordkoreas. Angeblich ist auch die rumänische Regierung nicht um Aufklärung bemüht.